# Jonas Stecksén
Jonas Stecksén, född 20 juni 1773 i Umeå, död 1 september 1835 i Lund, var en svensk sjökapten, autodidakt språkvetare och professor i moderna språk vid Lunds universitet.

## Biografi
Jonas Stecksén var son till rektorn Jacob Stecksenius vid Umeå läroverk som var ättling till Aegidius Otto och Bureätten. Med faderns yrkesbakgrund, och som systerson till Matthias Norberg, hade Jonas Stecksén goda förutsättningar för högre studier. Modern Christina blev änka under hans barndom, och tog sedan hand om hushållet hos sin bror i Lund, och Jonas Stecksén följde modern dit. Han kom därför att växa upp i akademiska kretsar vid Lunds universitet.
Han bedrev studier vid universiteten i Uppsala och Lund under 1790-talet. Hans bäst ihågkomna prestation under dessa studieår förefaller dock ha varit deltagandet i ett uppmärksammat studentupplopp i Lund 1793. Trött på sina studier gick Stecksén till sjöss 1798 och avancerade, möjligen på grund av sin förmåga att kombinera teoretiska och praktiska kunskaper, till sjökapten. Enligt vissa rykten etablerade han sig dock snarare som framgångsrik kaparkapten under Napoleonkrigen. Stecksén gick slutligen i land för gott 1811, och var därefter under några år verksam som grosshandlare i Göteborg. 
Stecksén hade under sina år till sjöss förvärvat enorma språkkunskaper genom självstudier och praktiska övningar, och kallades därför 1816 till en av hans morbror orientalisten Matthias Norberg nyinrättad professur i moderna språk vid Lunds universitet. Stecksén upprätthöll professuren till sin död. Han testamenterade sin till största delen av morbrodern ärvda förmögenhet till sitt första lärosäte Uppsala universitet, vilket delvis tolkats som en markering mot Lunds universitet där han fick ett kyligt mottagande. Denna donation bär namnet "Mathias Norbergs universitetsfond", och är en av Uppsala universitets största fonder. Universitetet delar den med Norrlands nation i Uppsala, som har hedrat minnet av donatorn genom att ge namnet Stecksénska biblioteket till en av sina lokaler.
Jonas Stecksén var ogift, men hade med sin hushållerska Kjersti Ohlsson sonen Johan Olof Billdau Stecksén.